# Distretto di Phaxay
Il distretto di Phaxay è uno degli otto distretti (mueang) della provincia di Xiangkhoang, nel Laos. Ha come capoluogo la città di Phaxay.